# 赵永峰
赵永峰（1964年9月—），男，汉族，河南叶县人。1986年3月加入中国共产党，1987年7月参加工作。在职研究生学历，法学硕士学位，讲师。
曾任中共上海市委办公厅秘书处处长、副巡视员兼秘书处处长，上海市委办公厅副主任，中共黄浦区委常委、副区长、区行政学院院长，中共静安区委常委、副区长，中共静安区委副书记、区委党校校长，上海市机管局局长，上海市孙中山宋庆龄文物管理委员会副主任等职务。 
2017年6月，任中共虹口区委副书记、代区长。2017年7月，任虹口区人民政府区长。2019年7月，任上海市人力资源和社会保障局局长。